# 甲波宿禰神社 (渋川市川島)
甲波宿禰神社（かわすくねじんじゃ）は、群馬県渋川市川島にある神社。祭神は速秋津彦神、速秋津姫神。上野国群馬郡の式内小社。旧社格は郷社。

## 由緒
宝亀2年（771年）9月29日に創祀されたと伝わる。
当社の社記によれば、箱島村（現・東吾妻町箱島）の甲波宿禰神社、祖母島村（現・渋川市祖母島）の宿祢神社（現・武内神社）、湯上村（現・渋川市行幸田）の甲波宿禰神社は、文安年間（1444年 - 1449年）に当社から分祀されたものという。
「甲波」を川、「宿禰」を「直根」として「川の本流」を意味する社名と解し、吾妻川沿いの箱島・祖母島・川島と「島」のつく地に3社が並んでいたことから、吾妻川を神格化したものと尾崎喜左雄は説明している。
天明3年（1783年）7月に浅間山噴火で社殿が流失するが、天明5年（1785年）9月19日に現在地に再建される。本殿は天明年間、拝殿は棟札から弘化2年（1845年）の建築とみられる。
江戸時代には光明寺という修験寺院が別当寺として存在したが、明治維新後に廃寺となった。

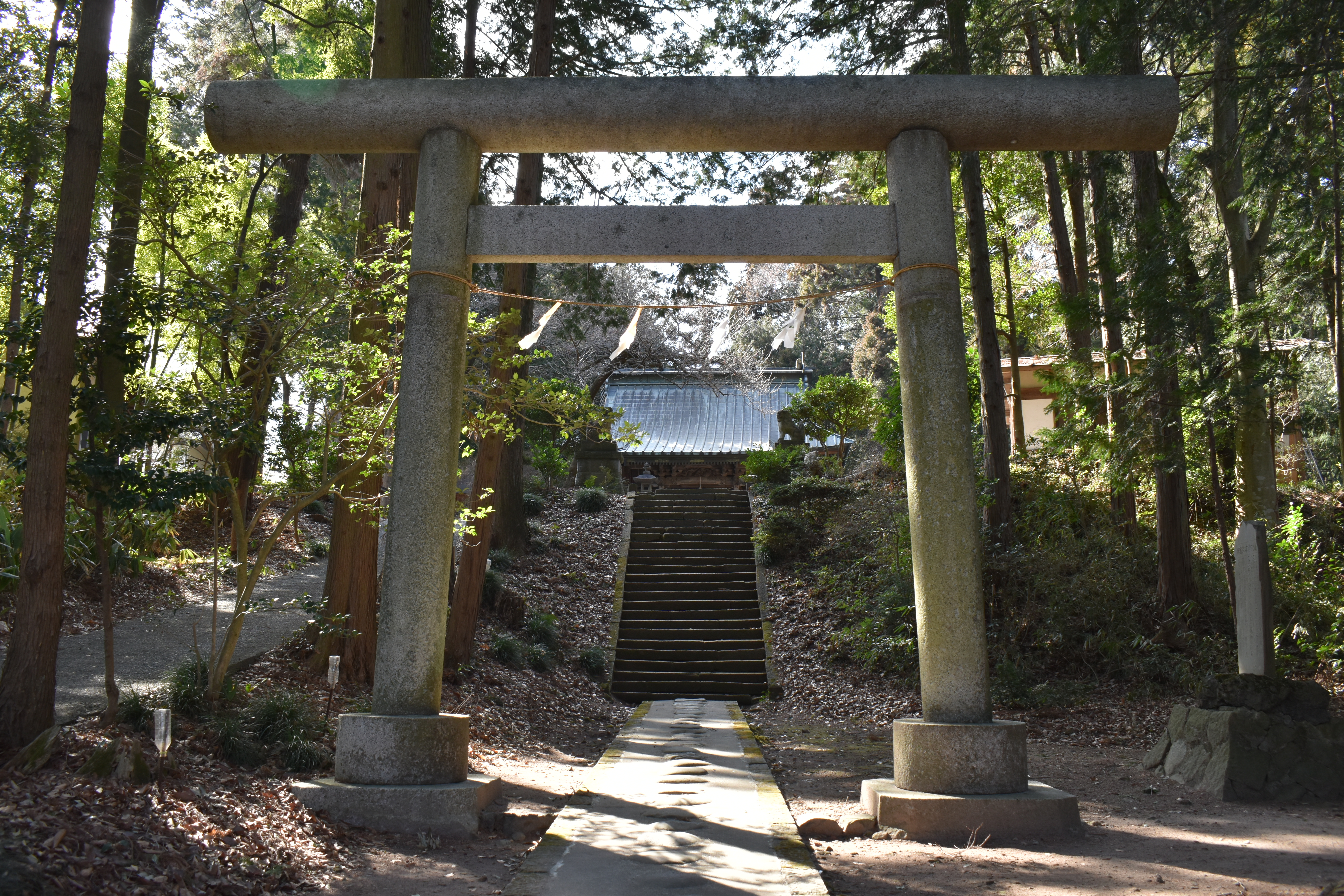
鳥居
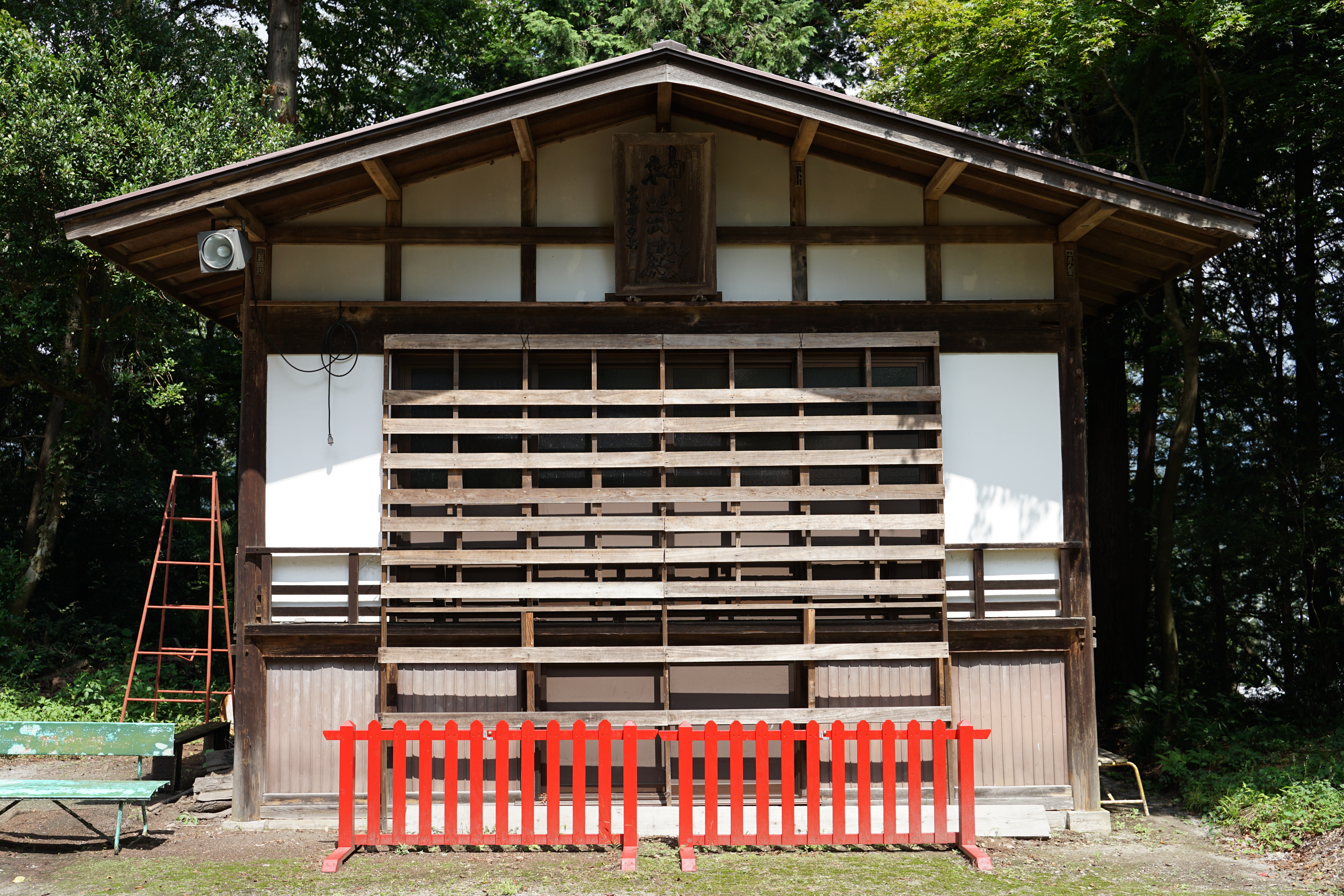
神楽殿
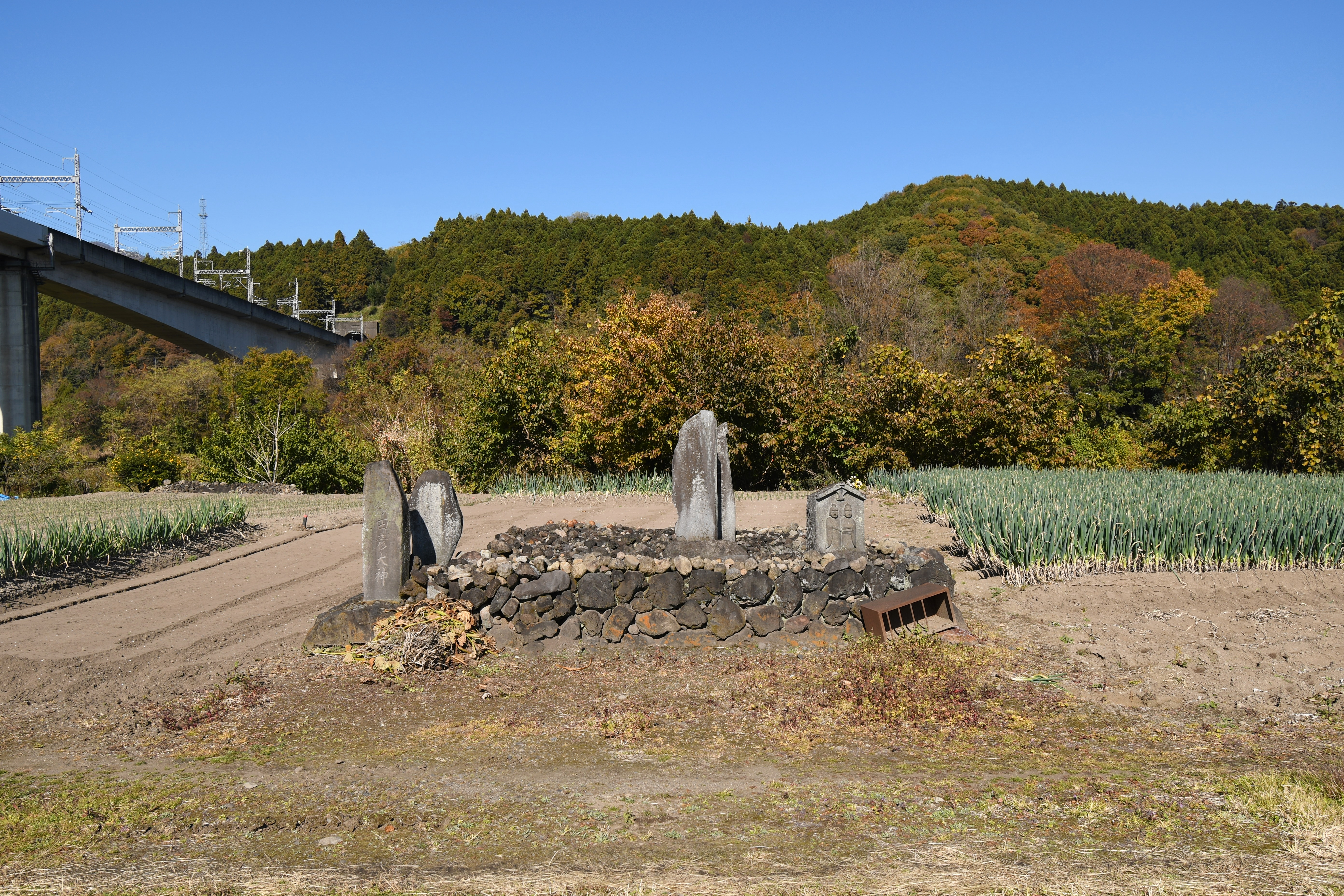
古社地

社格
- 承和13年（846年）8月 - 従五位下（甲波宿禰神）[8][2]
- 嘉祥3年（850年）12月 - 官社[9][2]
- 貞観9年（867年）6月10日 - 従五位上（甲波宿禰神）[10][2]
- 貞観11年（869年）12月25日 - 正五位下（甲波宿禰神）[11][2]
- 貞観18年（876年）4月10日 - 正五位上（甲波宿禰神）[12][2]
- 元慶4年（880年）5月15日 - 従四位下（甲波宿禰神）[13][2]
- 永仁6年（1238）以前 - 従一位甲波宿祢神）（『上野国神名帳』一宮本）[14]
- 寛政5年（1794年）8月26日 - 正一位（甲波宿禰大明神）（宗源宣旨） [2]
- 明治13年（1881年）5月 - 郷社[15][2]
- 明治42年（1909年）2月27日 - 神饌幣帛料供進神社[15][2]

## 祭神

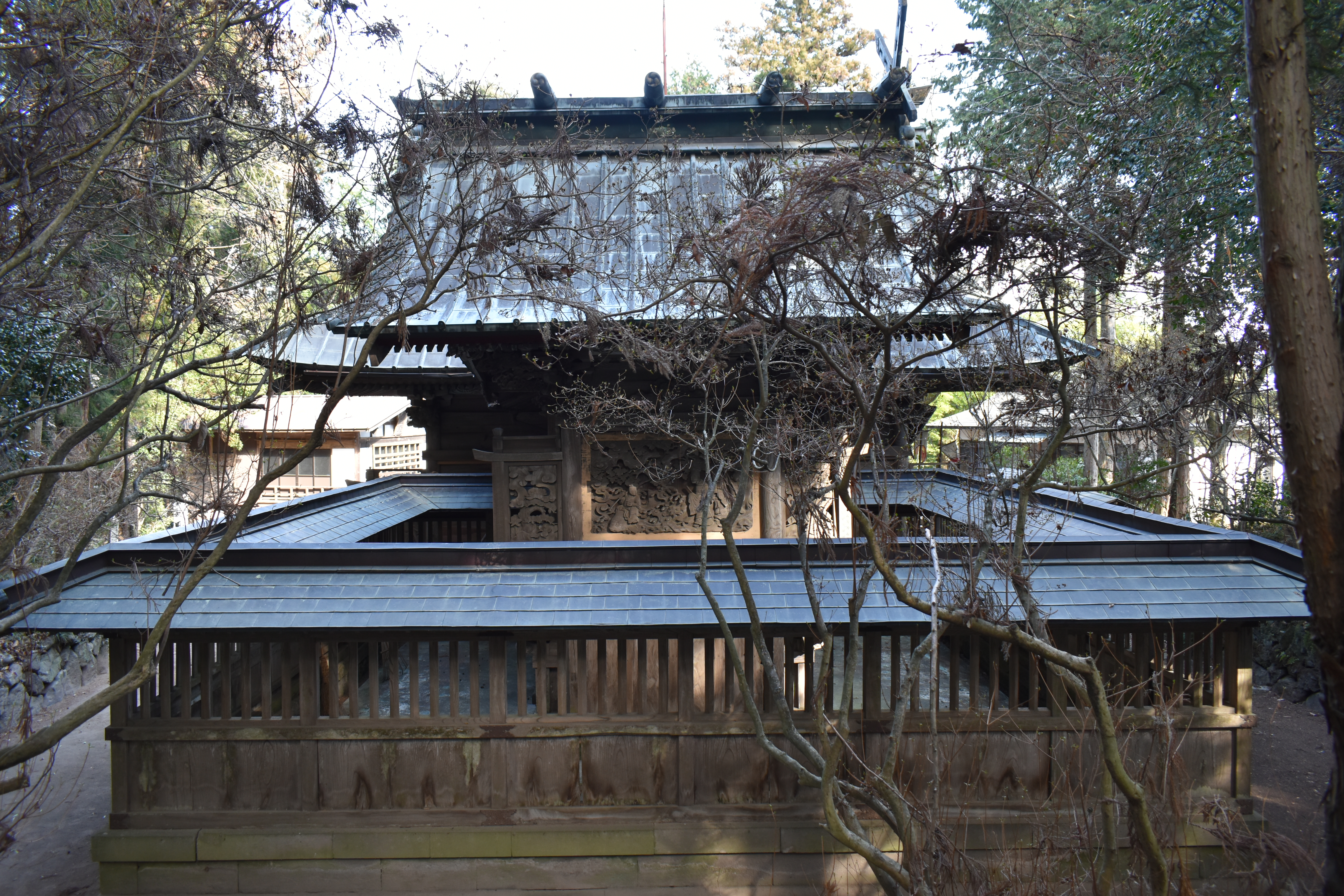
本殿
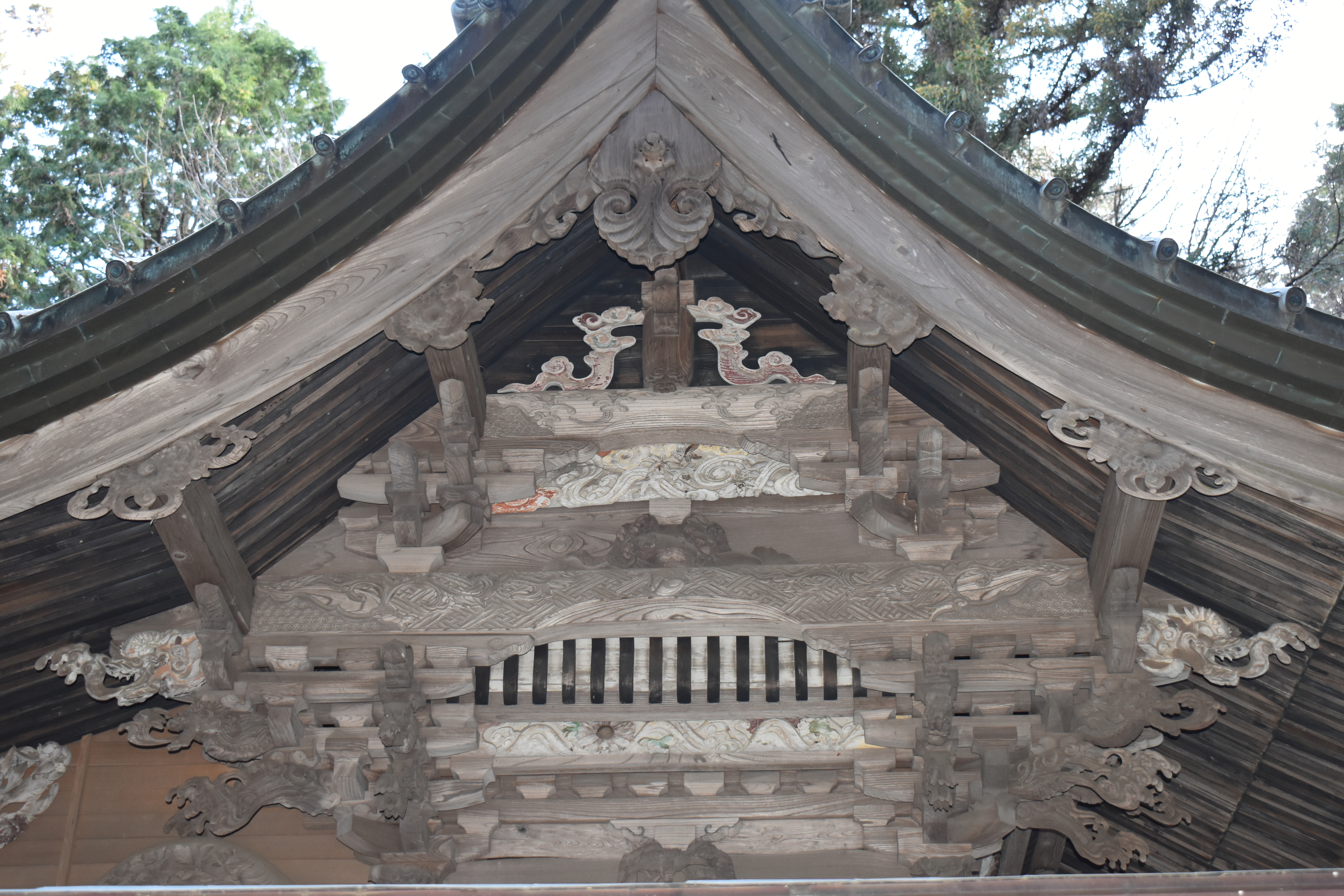
本殿の装飾

主祭神
- 速秋津彦神、速秋津姫神[1]

合祀
- 大山祇神
- 誉田別神

川島村字西大塚の無格社・八幡社に祀られていた祭神。明治11年に氏子が提出した「神社保存願」が承諾され合祀を免れたが、明治40年7月に合祀した。
配祀
- 大物主神、倉稻魂神、水波之賣神

- 本殿
- 本殿の装飾

## 境内社
摂社
- 諏訪神社

（主祭神）建御名方神、八坂刀売神
天明3年の浅間山噴火の泥流により、字舞台から現在地へ甲波宿禰神社と共に遷座した。「川島の獅子舞」は、諏訪神社の神事である。
- 神明社

（主祭神）天照大御神
天神原に鎮座していた「伊勢社」が、「神明社」として遷座した。
- 稲荷社 -（主祭神）倉稻魂神
- 北辰社 -（主祭神）天御中主神

末社
- 天之御中主神、神皇産霊神、高皇産霊神、天照皇大神
- 天神社
- 猿田彦大神
- 庚申社
- 火雷神 - 寛政7年（1796年）6月18日合祀
- 牛頭天王 - 寛政7年（1796年）6月15日合祀
- 堅牢地神 - 享和3年（1804年）12月合祀
- 大黒天

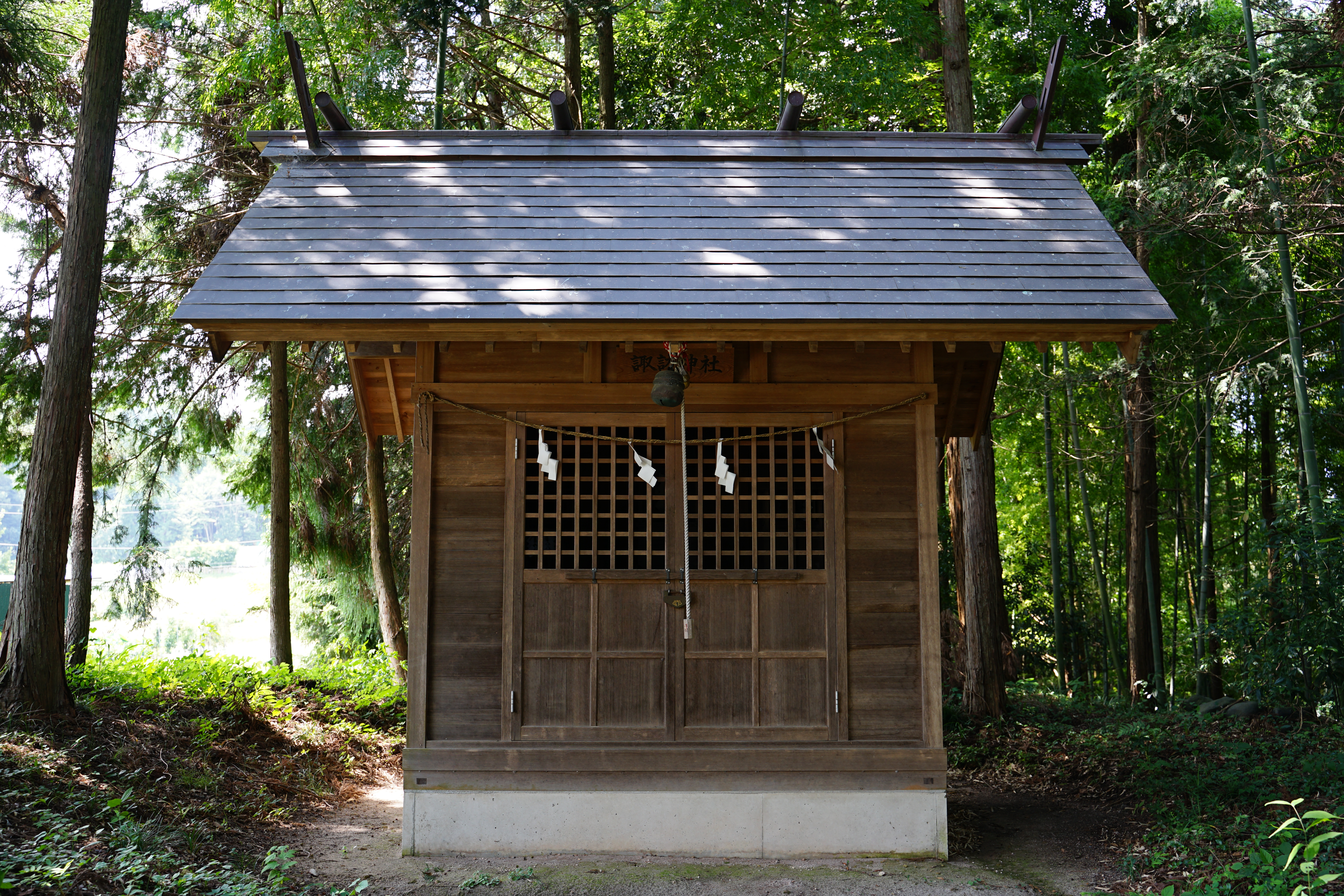
諏訪神社
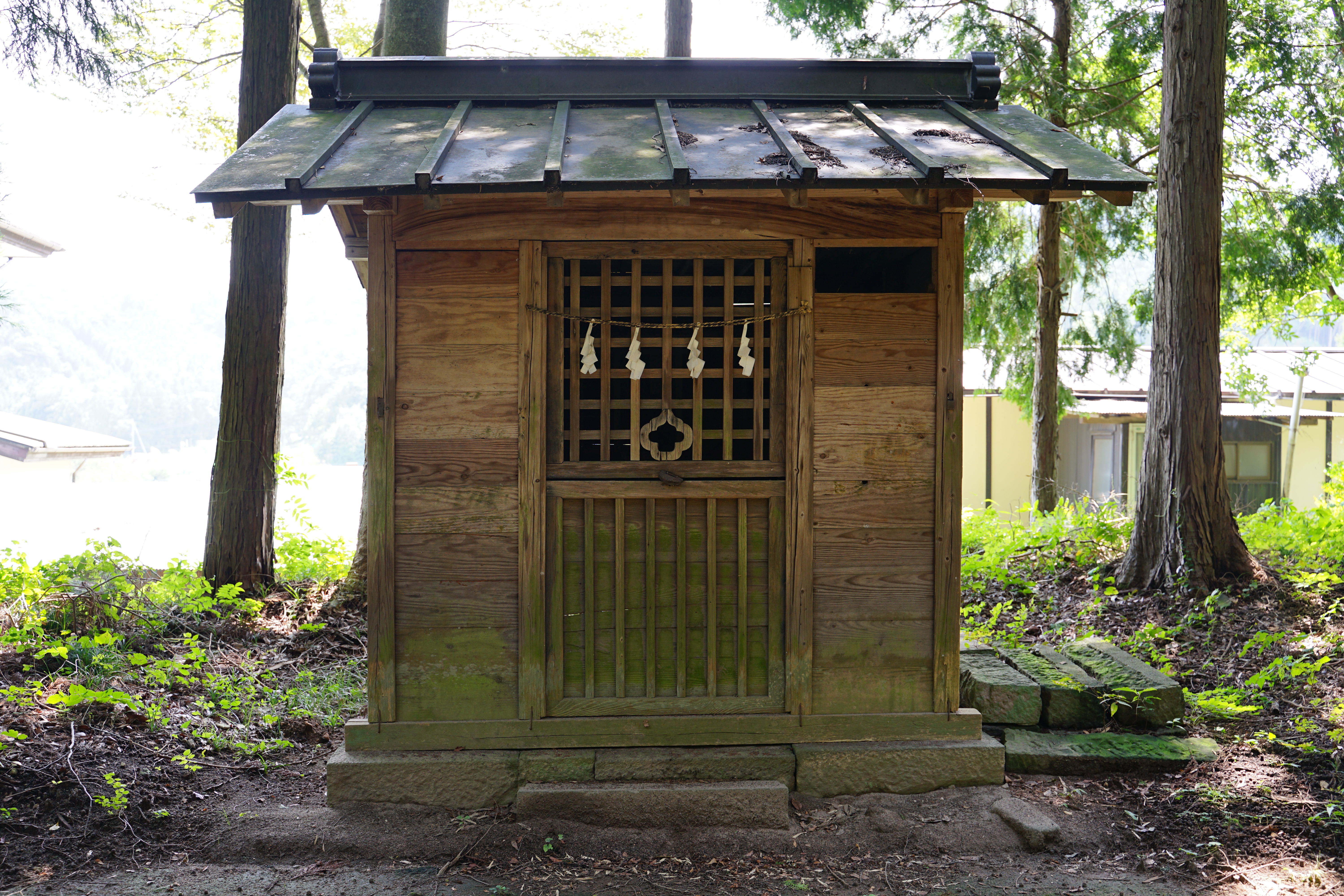
稲荷社
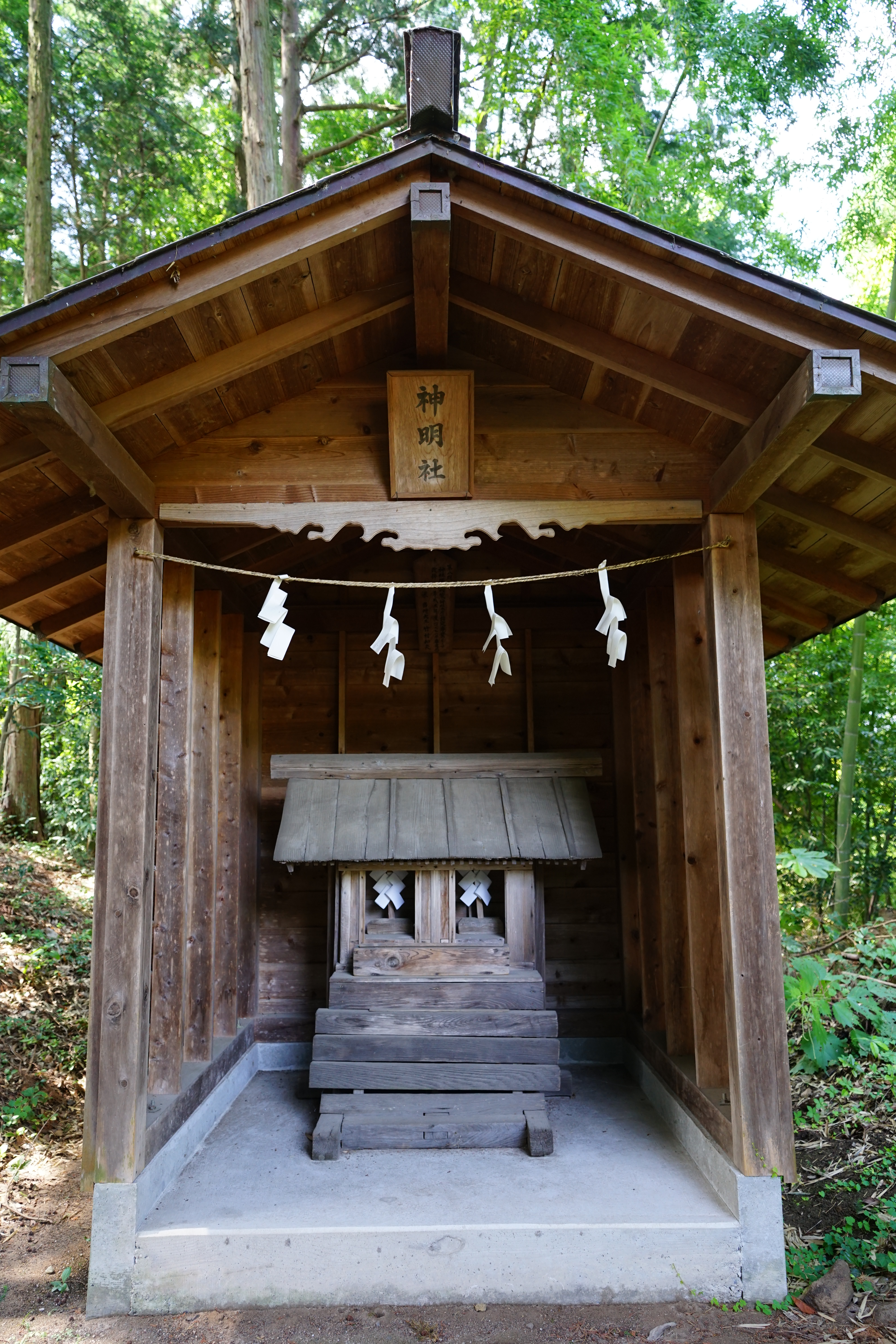
神明社
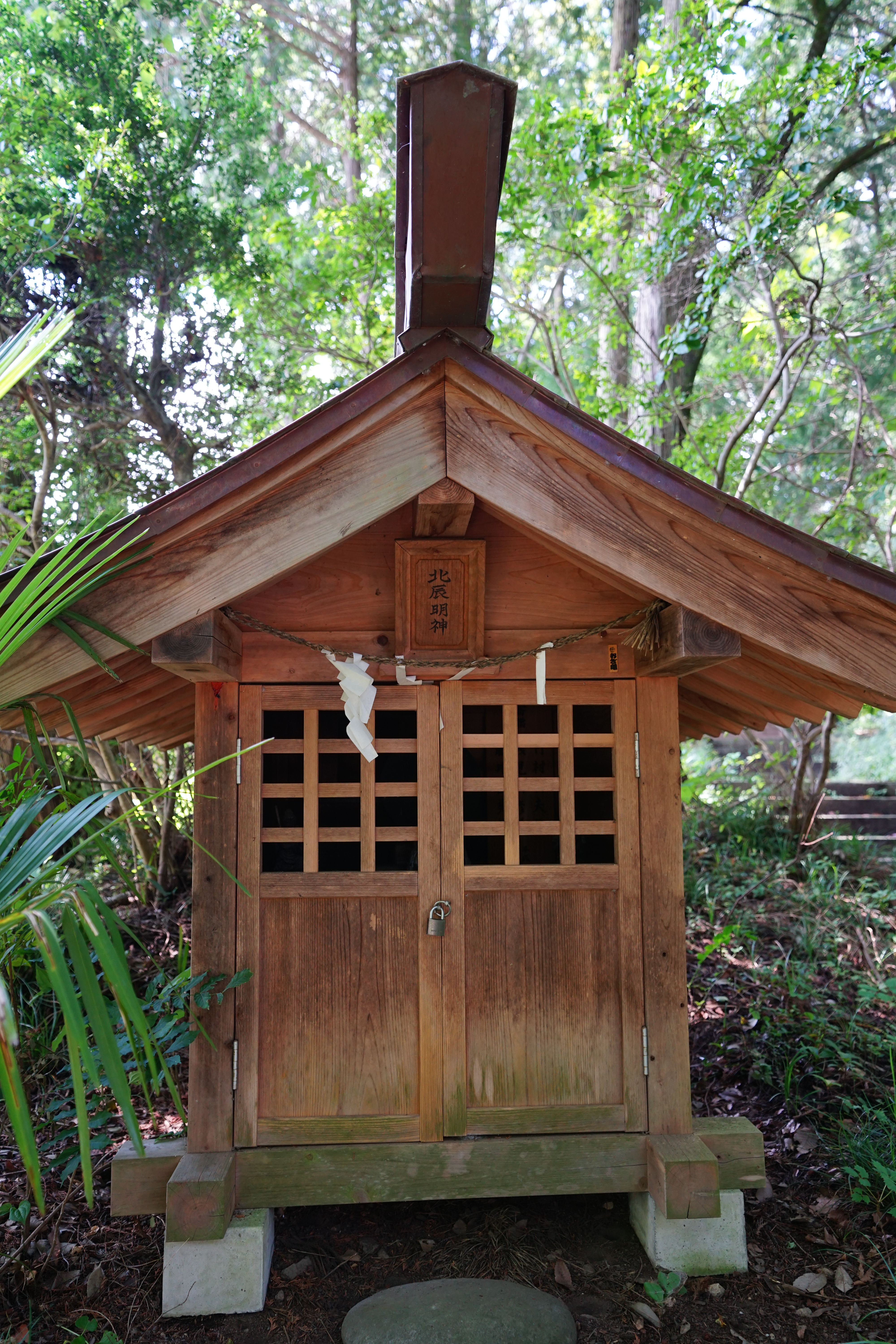
北辰社

## 文化財

### 渋川市指定重要文化財
- 甲波宿禰神社の算額（昭和50年1月30日指定）[20] - 幅190センチメートル、高さ80センチメートルの大きさで、安政3年（1856年）に利根郡筑地村（現・片品村）出身の千明慶悦が奉納したもの。算額の内容は、代数を使い直角三角形の底辺の長さを算出している[21]。

### 渋川市指定重要無形文化財
- 川島の獅子舞（昭和47年10月20日指定） - 川島獅子舞保存会によって演じられる、悪魔退散・無病息災・五穀豊穣を祈願する神事。境内社の諏訪神社の例祭（10月上旬）に奉納される[20]。天明3年（1783年）の浅間山噴火により中断したとみられるが、現存する獅子頭保存箱には天保4年（1833年）の紀年がありこの頃には再興されたとみられる。腰太鼓を胴につける一人立ち形式で、獅子頭は雄獅子（ほうがん）、雌獅子、子獅子の3頭から成る[22]。

## 交通
- JR東日本 吾妻線 金島駅 から 徒歩15分